# Nemanja Janičić
Nemanja Janičić (Banja Luka, 13 luglio 1986) è un ex calciatore bosniaco, di ruolo difensore.

## Carriera
Il 1º luglio 2017 viene acquistato a titolo definitivo dalla squadra bosniaca del Borac Banja Luka.

## Palmarès

### Club

#### Competizioni nazionali
- Campionato serbo di seconda divisione: 1

Napredak Kruševac: 2012-2013
- Campionato uzbeko: 1

Lokomotiv Tashkent: 2016